# La novicia rebelde
Pour plus de détails, voir Fiche technique et Distribution.
La novicia rebelde (litt. La novice rebelle) ou au Mexique La novicia soñadora (litt. La novice rêveuse) est un film musical hispano-mexicain sorti en 1972, réalisé par Luis Lucia Mingarro. C'est une adaptation assez libre de la nouvelle La hermana San Sulpicio d'Armando Palacio Valdés. C'est aussi la dernière fois que Rocío Dúrcal joue dans une comédie musicale.

## Synopsis
Ayant ressenti une vocation religieuse, Gloria, qui élevait du bétail, entre au couvent. Là, elle est affectée comme infirmière dans un hôpital, devenant l'assistante d'un médecin qui, avec son attitude méthodique et circonspecte, ne comprend pas vraiment l'esprit libre et joyeux de la religieuse. La relation entre les deux va devenir amoureuse.

## Fiche technique
- Titre espagnol : La novicia rebelde
- Titre alternatif : La novicia soñadora (Mexique)[4]
- Réalisation : Luis Lucia Mingarro
- Scénario : José Luis Colina, Luis Lucia d'après La hermana San Sulpicio d'Armando Palacio Valdés
- Genre : Comédie musicale
- Musique : Gregorio García Segura, Juan Solano, Agustín Lara, Junior[3]
- Production : Cámara P.C[2]
- Photographie : Antonio L. Ballesteros[2]
- Montage : José Antonio Rojo (es)[2]
- Durée : 95 min
- Pays de production :  Espagne,  Mexique
- Dates de sortie :
  - Espagne : 13 février 1972[4]
  - Mexique : 30 novembre 1972[4]

## Distribution
Sauf indication contraire, les informations mentionnées dans cette section peuvent être confirmées par la base de données cinématographiques IMDb,  présente dans la section « Liens externes ».
- Rocío Dúrcal : Gloria
- Guillermo Murray (es) : Dr Ceferino Sanjurjo
- Isabel Garcés (es) : Sœur Estefanía
- Ángel Garasa (es) : Don Sabino
- Máximo Valverde (es) : José Luis
- Maruchi Fresno (es) : mère supérieure[3]
- Eulália del Pino : Sœur de garde[3]
- Rafael Guerrero
- Isabel Pradas (es) : mère supérieure
- Julio Riscal
- Antonio Pica : M. Miranda[3]
- Valentín Tornos (es) : un malade
- Pilar Bardem : une religieuse (à l'accueil)
- Juan Amigo
- Enrique Navarro
- Fernanda de Utrera
- Pepe Montoya
- José Sazatornil : un malade
- Teresa Gimpera : Berta
- Elmer Modlin : Martínez

## Critique
Selon María Jesús Ruiz Muñoz, le titre mexicain est plus proche de la réalité que le titre espagnol : 
« Esta novicia tiene mucho de soñadora y poco de rebelde, como denotan sus fantasías e ilusiones, que se muestran a través de vistosos y modernos números musicales. Esta concepción queda patente en el diseño de los escenarios, en las coreografías e incluso en el imaginativo vestuario firmado por Pertegaz, que también confeccionó la indumentaria religiosa. Pero, por muy atrevida que resulte la puesta en escena y por muy creativos que sean los hábitos en fucsia y amarillo, los sueños de Gloria son completamente convencionales. »
« Cette novice est très rêveuse et peu rebelle, comme en témoignent ses fantasmes et ses illusions, mis en scène à travers des numéros musicaux colorés et modernes. Ce trait transparaît dans la scénographie, la chorégraphie et même dans les costumes imaginatifs de Pertegaz, qui a également conçu les tenues religieuses. Mais, malgré l'audace de la mise en scène et la créativité de ses habits fuchsia et jaune, les rêves de Gloria sont parfaitement conventionnels. »